# Moirans-en-Montagne
Moirans-en-Montagne è un comune francese di 2 422 abitanti situato nel dipartimento del Giura nella regione della Borgogna-Franca Contea.

## Società

### Evoluzione demografica
Abitanti censiti